# Kalávryta 1943
Pour plus de détails, voir Fiche technique et Distribution.
Kalávryta 1943 (Καλάβρυτα 1943) est un drame historique grec réalisé par Nikólas Dimitrópoulos et écrit par Dimítris Katsantónis, sorti en 2021. Ce film est tiré d'une histoire vraie ; il est basé sur le Massacre de Kalávryta en 1943. Le film met en scène une avocate, Caroline Martin (Astrid Roos), appelée à défendre les intérêts du gouvernement allemand face à la demande de réparations de guerre de la Grèce. Cette dernière fait la connaissance d'un survivant du massacre, Nikólas Andréou (Max von Sydow), afin d'obtenir des informations qu'elle pourrait utiliser pour sa défense. Il s'agit du dernier film de Max von Sydow avant sa mort. Les tournages ont lieu à Kalávryta, Sopotó et Amphissa.
Le film est présenté en première mondiale lors de la 62e édition du Festival international du film de Thessalonique, le 6 novembre 2021. Sa distribution en salles est programmée pour le 11 novembre. La bande-annonce du film suscite la controverse, car elle montre un soldat allemand ouvrant la porte de l'école en feu, ce qui permet à ceux qui se trouvent à l'intérieur de s'échapper, le réalisateur étant accusé par les descendants des victimes et les autorités locales de falsifier l'histoire,.